# Cymothoa guadeloupensis
Cymothoa guadeloupensis là một loài chân đều trong họ Cymothoidae. Loài này được Fabricius miêu tả khoa học năm 1793.